# Cratichneumon merucapitis
Cratichneumon merucapitis là một loài tò vò trong họ Ichneumonidae.